# Charaxes mycerina
Charaxes mycerina är en fjärilsart som beskrevs av Jean Baptiste Godart 1824. Charaxes mycerina ingår i släktet Charaxes och familjen praktfjärilar. Inga underarter finns listade i Catalogue of Life.

## Bildgalleri

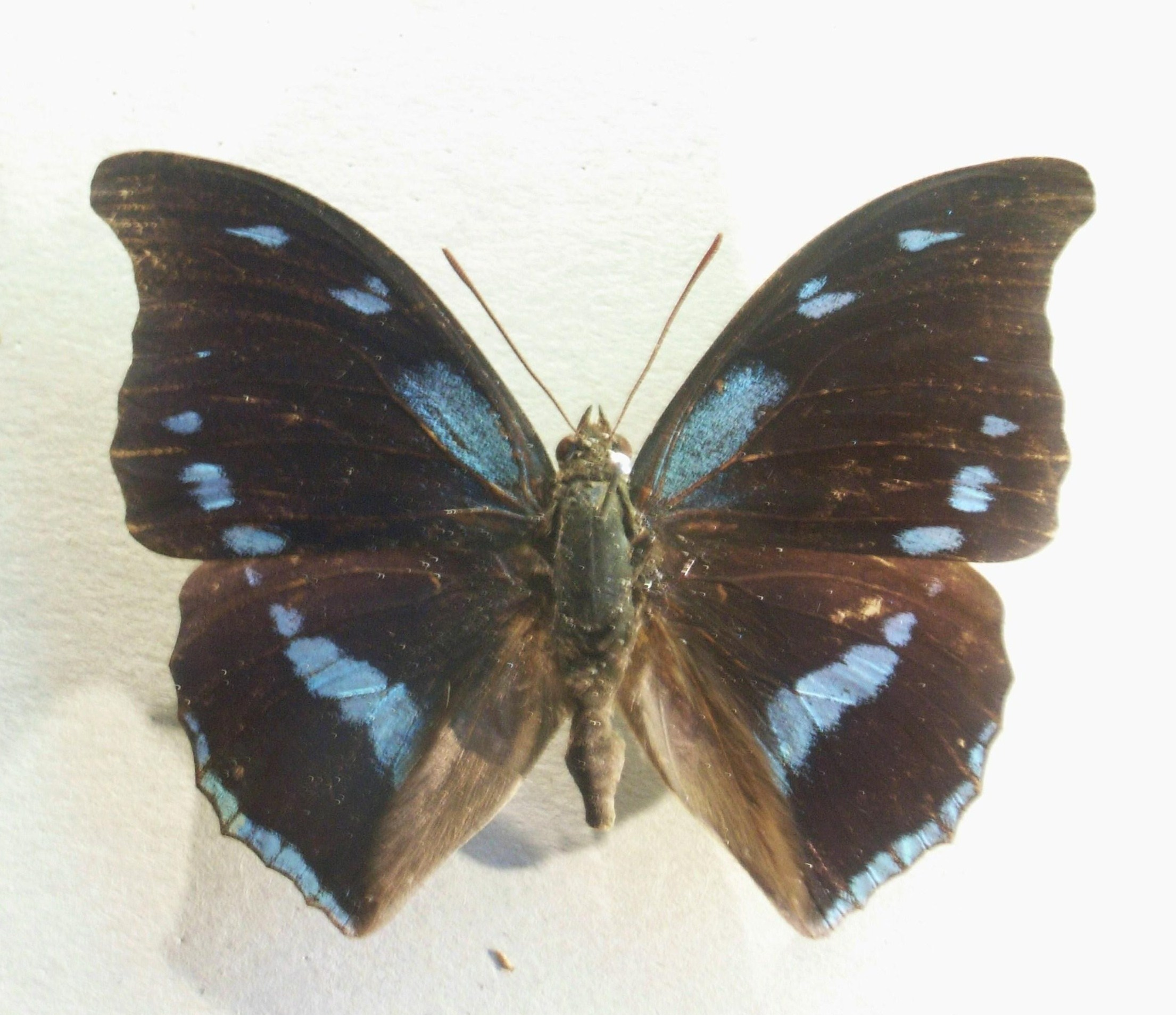